# Mustela erminea olympica
Mustela erminea olympica es una subespecie de  mamíferos carnívoros  de la familia Mustelidae subfamilia Mustelinae.

## Distribución geográfica
Se encuentran en Norteamérica: el estado de Washington.